# Bicúpula cuadrada giroelongada
En geometría, la bicúpula cuadrada giroelongada es uno de los sólidos de Johnson (J45). Como sugiere su nombre, puede construirse giroelongando una bicúpula cuadrada (J28 o J29) insertando un antiprisma octogonal entre sus mitades congruentes.
La bicúpula cuadrada giroelongada es uno de los cinco sólidos de Johnson que son quirales, es decir, que presentan una forma levógira y otra dextrógira. En la imagen de la derecha, cada una de las caras cuadradas en la mitad izquierda de la figura está conectada por un camino de dos caras triangulares a una cara cuadrada situada por debajo y a la derecha de ella. En la figura de quiralidad opuesta (la imagen especular de la figura que se muestra), cada uno de los cuadrados de la izquierda estaría conectado con una cara cuadrada situada arriba a la derecha. Las dos formas quirales de J45 no se consideran sólidos de Johnson diferentes.
Los 92 sólidos de Johnson fueron nombrados y descritos por Norman Johnson en 1966.